# 猛鬼屋
《猛鬼屋》（英語：House on Haunted Hill）是威廉·卡斯爾執導、1959年上映的一部美國恐怖片。它是一部低成本電影，但在上映後得到票房和口碑的雙贏。
1999年，《猛鬼屋》重製，2007年又拍攝續集《重返猛鬼屋》。

## 劇情
富翁弗雷德里克·勞倫（Frederick Loren，文森特·普萊斯飾）邀請了五個人來參加他為第四任妻子安娜貝爾（Annabelle ，卡洛尔·奥玛特飾）舉辦的聚會。聚會是在一個鬼屋裡舉辦的，只要在鬼屋裡待一晚就可以得到勞倫提供的一萬美金。

## 製作
鬼屋的外景是在加利福尼亞州的恩尼斯住宅拍攝的，其他大部分內容在攝影棚內完成。
電影首映時，一些劇院特意在熒幕旁安裝了一個機關，使得一個塑料骷髏會在特定的時間跳出來。

## 外部連接
- 豆瓣电影上《猛鬼屋》的資料 （简体中文）
- 互联网电影数据库（IMDb）上《猛鬼屋》的资料（英文）
- TCM电影资料库上《猛鬼屋》的资料（英文）
- 爛番茄上《House on Haunted Hill》的資料（英文）
- AllMovie上《猛鬼屋》的资料（英文）
- House on Haunted Hill on VincentPrice.org
- YouTube上的"House on Haunted Hill, Trailer"
- YouTube上的"House on Haunted Hill, Full Movie Restored HD"